# Mislinja

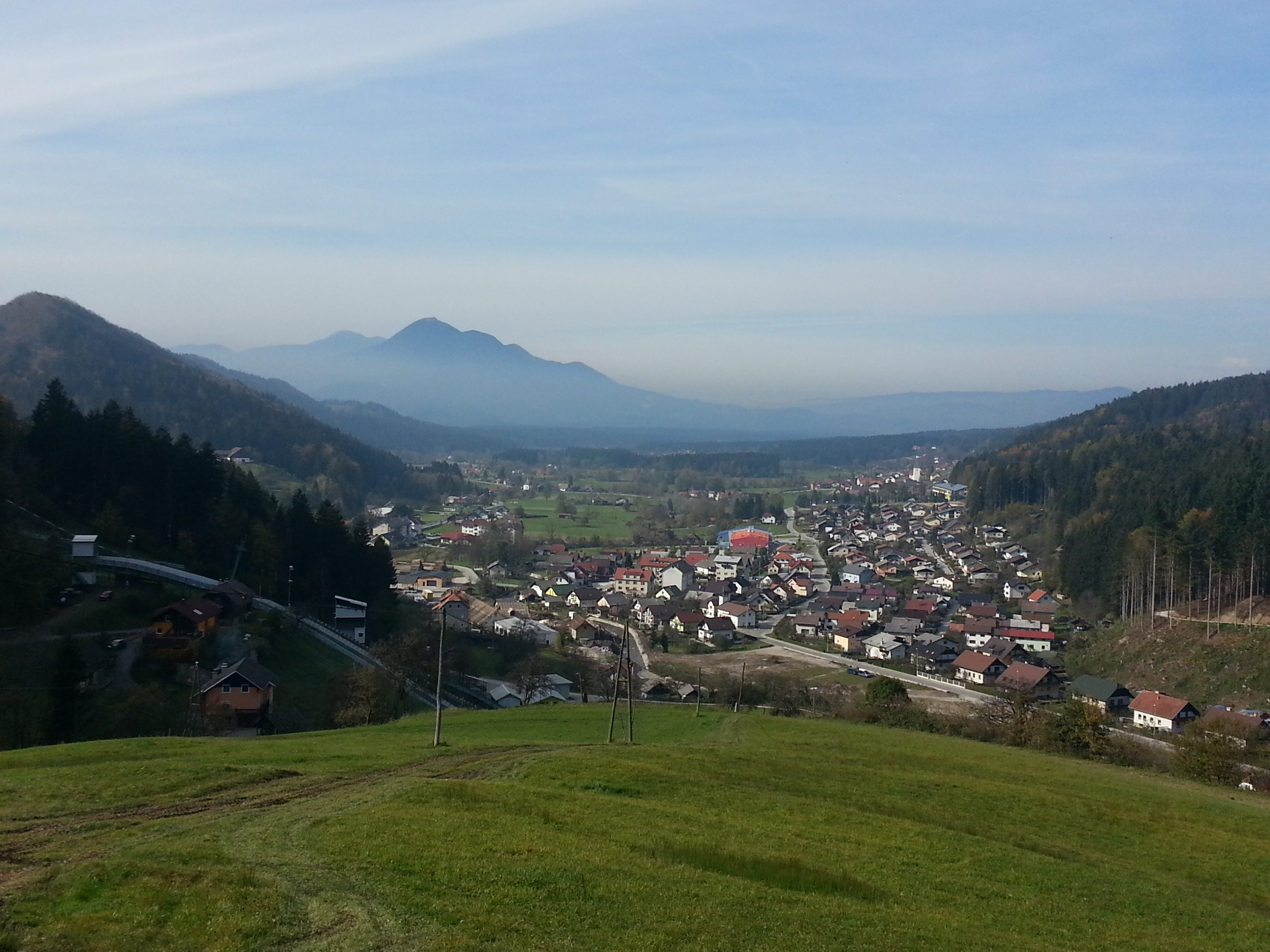
Blick auf das Dorf Mislinja

Mislinja (deutsch: Missling) ist Hauptort und Verwaltungssitz der Gemeinde Mislinja in Slowenien. Er liegt in der historischen Landschaft Spodnja Štajerska (Untersteiermark), heute Region Koroška (Unterkärnten).

## Lage
Mislinja liegt im oberen Mislinjatal (Misslingtal) an der Kreuzung des Pohorje (Bacherngebirge) und der Karawanken (Karavanke) zwischen den Gemeinden Velenje und Slovenj Gradec. Das Dorf Mislinja liegt auf 598 m. ü. A.

## Geschichte
Mislinja wurde erstmals 1335 und 1404 in schriftlichen Quellen als Misling (und 1460 als Missling) erwähnt. Der Name leitet sich von einem früheren Hydronym ab, *Myslin'a (voda), wörtlich „Myslin's - Eigennamen - Bach“. Im lokalen Dialekt ist die Siedlung auch als Mislinje bekannt. Die Siedlung war früher auf Deutsch als Mißling bekannt.
In der Ortschaft wurden sechs Massengräber aus der Zeit nach dem Zweiten Weltkrieg gefunden.

## Sehenswürdigkeiten
- Štrekna: Radweg auf einem aufgelassenen Abschnitt der Lavanttalbahn